# Liste der Biografien/Fug
Liste der Biografien |
Portal Biografien |
Personensuche
# |
A |
B |
C |
D |
E |
F |
G |
H |
I |
J |
K |
L |
M |
N |
O |
P |
Q |
R |
S |
T |
U |
V |
W |
X |
Y |
Z |
?
 
Fa |
Fe |
Ff |
Fh |
Fi |
Fj |
Fk |
Fl |
Fm |
Fn |
Fo |
Fr |
Ft |
Fu |
Fy
 
Fua |
Fub |
Fuc |
Fud |
Fue |
Fuf |
Fug |
Fuh |
Fui |
Fuj |
Fuk |
Ful |
Fum |
Fun |
Fuo |
Fuq |
Fur |
Fus |
Fut |
Fuw |
Fux |
Fuy |
Fuz
Die Liste der Biografien führt alle Personen auf, die in der deutschsprachigen Wikipedia einen Artikel haben. Dieses ist eine Teilliste mit 131 Einträgen von Personen, deren Namen mit den Buchstaben „Fug“ beginnt.

## Fug
- Füg, Pauline (* 1983), deutsche Autorin, Bühnenpoetin und Diplom-Psychologin

### Fuga
- Fuga, Ferdinando (1699–1782), italienischer Architekt
- Fuga, Myqerem (1921–2003), albanischer kommunistischer Politiker
- Fugain, Michel (* 1942), französischer Sänger und KomponistMichel Fugain (* 1942)

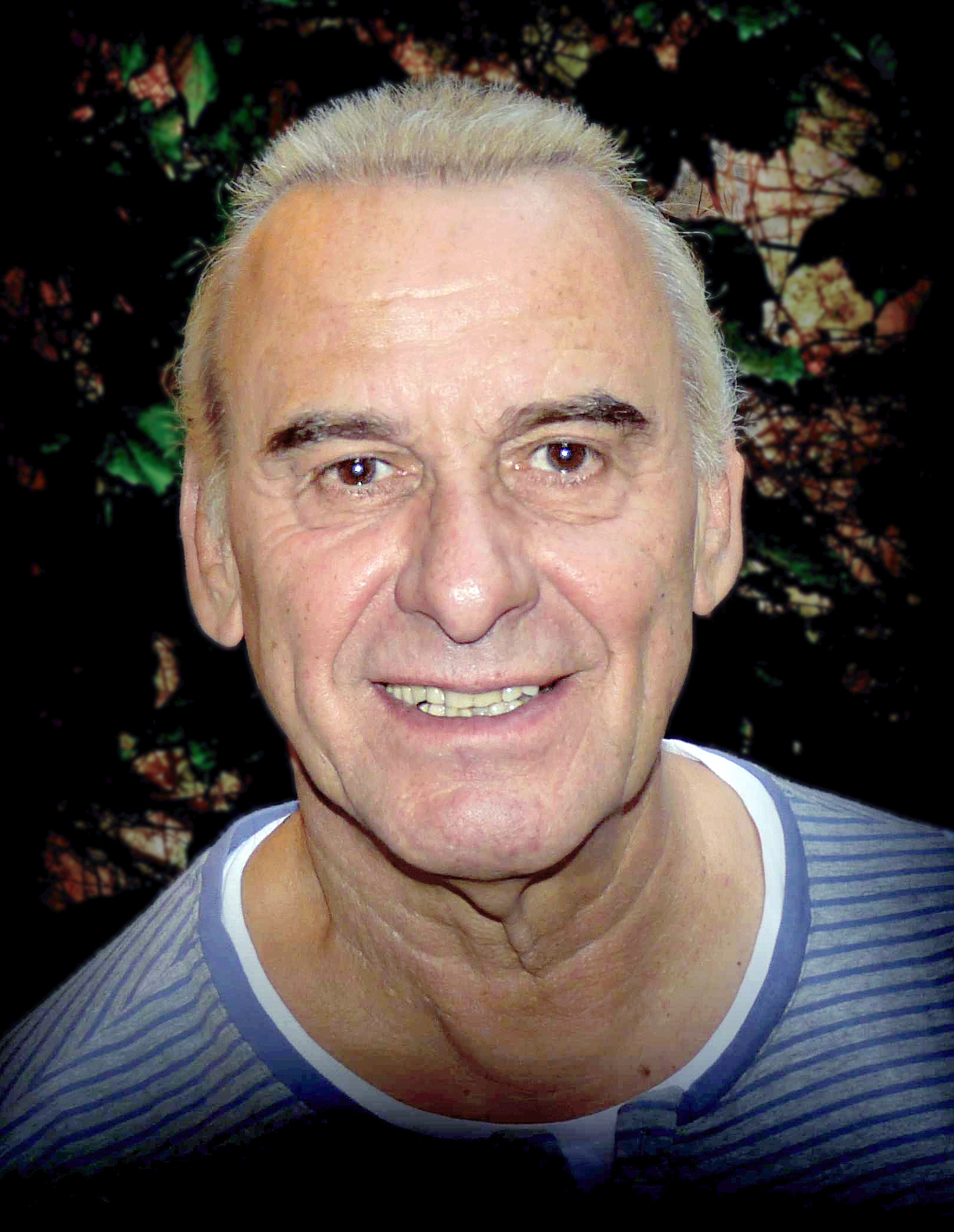
Michel Fugain (* 1942)

- Fugar, Mildred Christina Akosiwor (1938–2005), First Lady von Ghana
- Fugard, Athol (1932–2025), südafrikanischer Schriftsteller
- Fugard, Sheila (* 1932), südafrikanische Schriftstellerin
- Fugaru, Cornel (1940–2011), rumänischer Musiker und Komponist
- Fugaté, James (1922–1995), US-amerikanischer Schriftsteller
- Fugate, Katherine (* 1965), US-amerikanische Drehbuchautorin und Filmproduzentin
- Fugate, Thomas B. (1899–1980), US-amerikanischer Politiker
- Fugative (* 1994), englischer Rapper
- Fugatti, Maurizio (* 1972), italienischer Politiker
- Fugazot, Roberto (1902–1971), uruguayischer Schauspieler, Tangosänger und -komponist
- Fugazza, Carlo (* 1951), italienischer Karate-Lehrer

### Fuge
- Fuge, Jens (* 1963), deutscher Autor
- Fügel, Alfons (1912–1960), deutscher Opernsänger (Tenor)
- Fügel, Elias (* 2002), deutscher Handballspieler
- Fugel, Gebhard (1863–1939), deutscher Maler christlicher Kunst
- Fugelli, Per (1943–2017), norwegischer Arzt und Professor für Sozialmedizin
- Fügen, Hans Norbert (1925–2005), deutscher Literatursoziologe und Hochschullehrer
- Fugen, Olivier (* 1970), französischer Fußballspieler
- Fugen, Roger (1939–2016), französischer Jazzmusiker (Schlagzeug)
- Fügen, Viola, deutsche Filmproduzentin
- Fügenschuh, Bernhard (* 1962), österreichischer Geologe
- Fügenschuh, Daniel (* 1970), österreichischer Architekt und Ziviltechniker
- Füger, Heinrich Friedrich (1751–1818), deutscher MalerHeinrich Friedrich Füger (1751–1818)

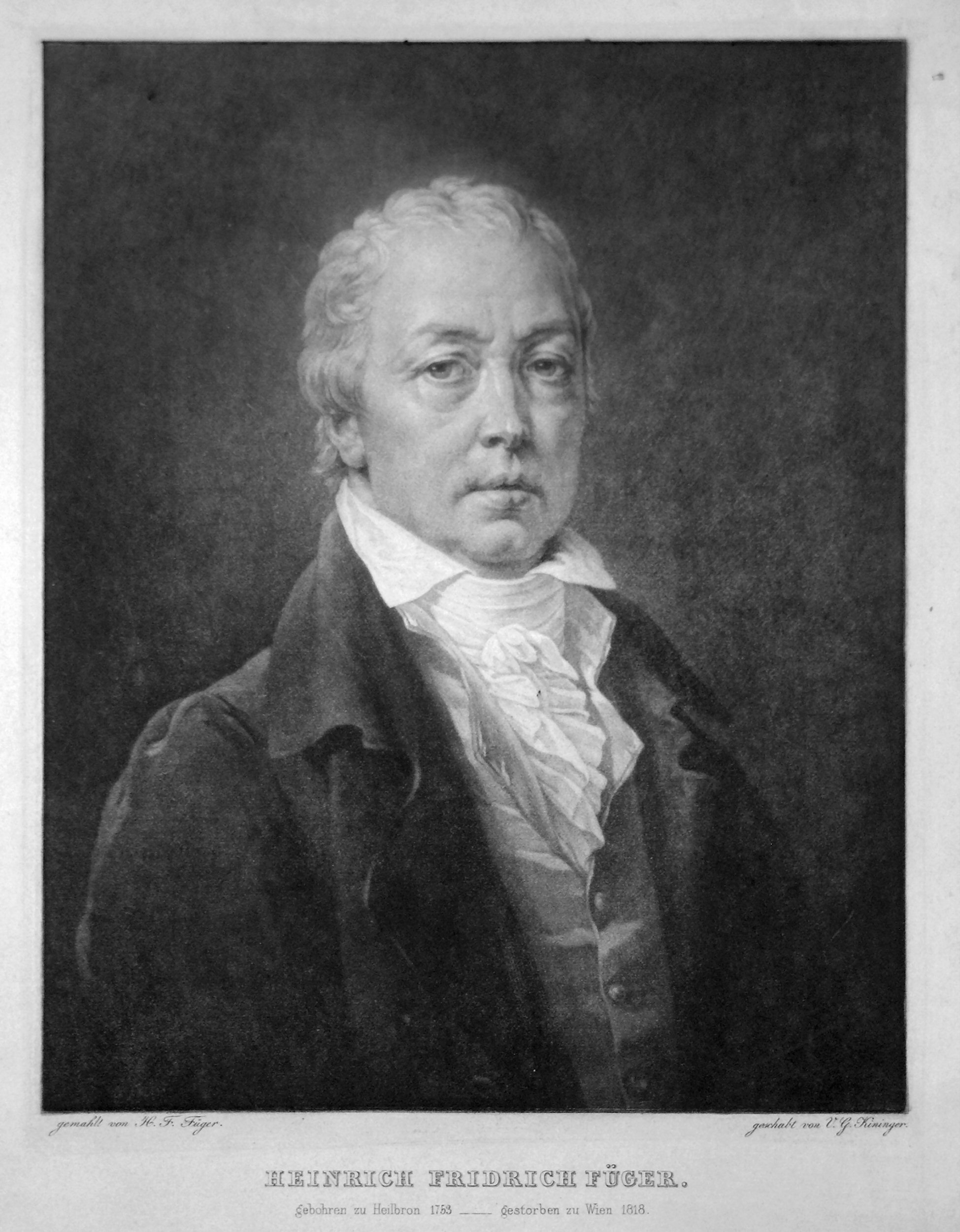
Heinrich Friedrich Füger (1751–1818)

- Füger, Karl (1752–1830), Jurist und badischer Beamter
- Füger, Kaspar der Ältere, deutscher evangelischer Geistlicher und Kirchenlieddichter
- Füger, Kaspar der Jüngere († 1617), deutscher Komponist und Kreuzkantor
- Fuger, Martin (* 1990), österreichischer Handballspieler
- Füger, Wilhelm (1936–2017), deutscher Anglist und Literaturwissenschaftler
- Fugère, Henri (1872–1944), französischer Bildhauer und Medaillengraveur
- Fugère, Jean-Marie (1818–1882), französischer Künstler, Graveur und Lithograf
- Fügerl, Carl (1805–1881), österreichischer Beamter und Politiker
- Fūgetsu, Makoto, japanische Mangaka

### Fugg
- Fugger von Babenhausen, Anselm Maria (1766–1821), deutscher Adliger, Graf und Reichsfürst des Fürstentums Babenhausen
- Fugger von Babenhausen, Anton (1800–1836), deutscher Adeliger und Reichsrat
- Fugger von Babenhausen, Eleonora (1864–1945), österreichische Adlige und SalonièreEleonora Fugger von Babenhausen (1864–1945)

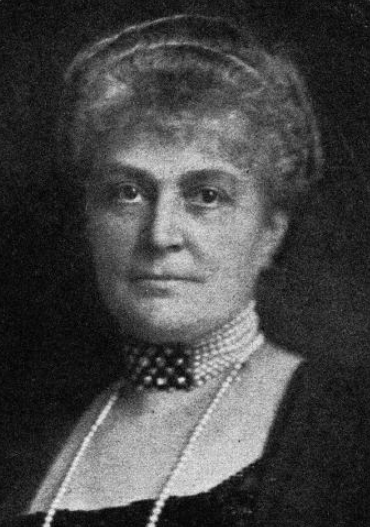
Eleonora Fugger von Babenhausen (1864–1945)

- Fugger von Babenhausen, Friedrich Carl (1914–1979), deutscher Adeliger
- Fugger von Babenhausen, Georg (1889–1934), deutscher Adeliger
- Fugger von Babenhausen, Karl Georg (1861–1925), deutscher Adeliger und Reichsrat
- Fugger von Babenhausen, Karl Ludwig (1829–1906), deutscher Adeliger und Reichsrat
- Fugger von Babenhausen, Leopold (1827–1885), deutscher Adeliger und Reichsrat
- Fugger von Babenhausen, Leopold Graf (1893–1966), deutscher Generalmajor der Luftwaffe der Wehrmacht
- Fugger von Glött, Albert (1932–2020), deutscher Jurist, Betriebsleiter, Denkmalschützer und Politiker (CSU)
- Fugger von Glött, Carl Ernst Fürst (1859–1940), Jurist, bayerischer Reichsrat, Kronoberstmarschall
- Fugger von Glött, Joseph (1869–1903), deutscher Offizier der Kaiserlichen Schutztruppe und Leiter der deutschen Verwaltung in Adamaua
- Fugger von Glött, Joseph-Ernst (1895–1981), deutscher Politiker (CSU), MdL, MdB
- Fugger von Glött, Leopold (1797–1859), königlich bayerischer Regierungsbeamter
- Fugger von Glött, Theodor (1823–1850), bayerischer Offizier, Revolutionär 1849
- Fugger von Kirchberg und Weißenhorn, Sigmund (1542–1600), Bischof von Regensburg
- Fugger von Kirchberg, Franz (1843–1901), deutscher Politiker
- Fugger von Kirchberg, Hartmann (1829–1899), deutscher Jurist und Politiker (Zentrum), MdR
- Fugger zu Glött, Fidelis Ferdinand von (1795–1876), deutscher Politiker und Baumwollfabrikant
- Fugger zu Wasserburg und Tratzberg, Georg (1577–1643), österreichischer Rat, kaiserlicher Kämmerer sowie Landvogt in Ober- und Niederschwaben
- Fugger, Andreas (1394–1457), deutscher Unternehmer
- Fugger, Anna (1505–1548), Ehefrau von Anton Fugger (1493–1560)
- Fugger, Anna (1584–1616), schwäbischer Adlige
- Fugger, Anton (1493–1560), deutscher Kaufmann und BankierAnton Fugger (1493–1560)

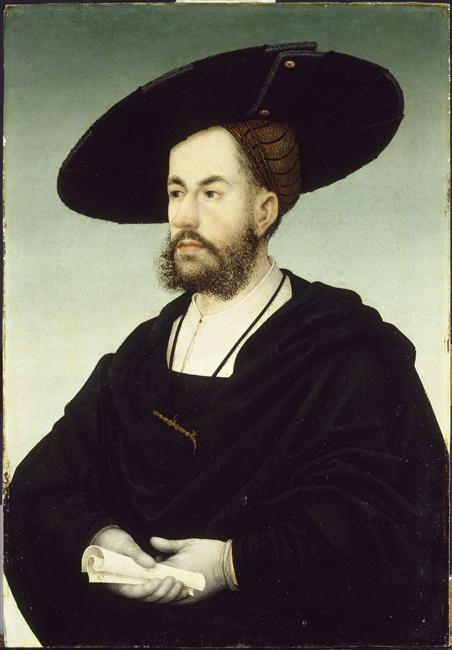
Anton Fugger (1493–1560)

- Fugger, Barbara (1419–1497), Ehefrau Jakob Fuggers des Älteren
- Fugger, Eberhard (1842–1919), österreichischer Lehrer, Naturforscher und Museumsleiter
- Fugger, Else Marie (1903–1982), deutsche SED-Funktionärin in der DDR, Sekretärin von Walter Ulbricht
- Fugger, Georg (1453–1506), deutscher Kaufmann der Fugger-Familie
- Fugger, Hans, Stammvater der Fugger vom Reh und der Fugger von der Lilie
- Fugger, Hans (1531–1598), deutscher Kaufmann der Fugger
- Fugger, Harald (* 1947), deutscher Brigadegeneral a. D. der Bundeswehr
- Fugger, Heimo (* 2007), österreichischer Radsportler
- Fugger, Jakob (1459–1525), Augsburger KaufmannJakob Fugger (1459–1525)

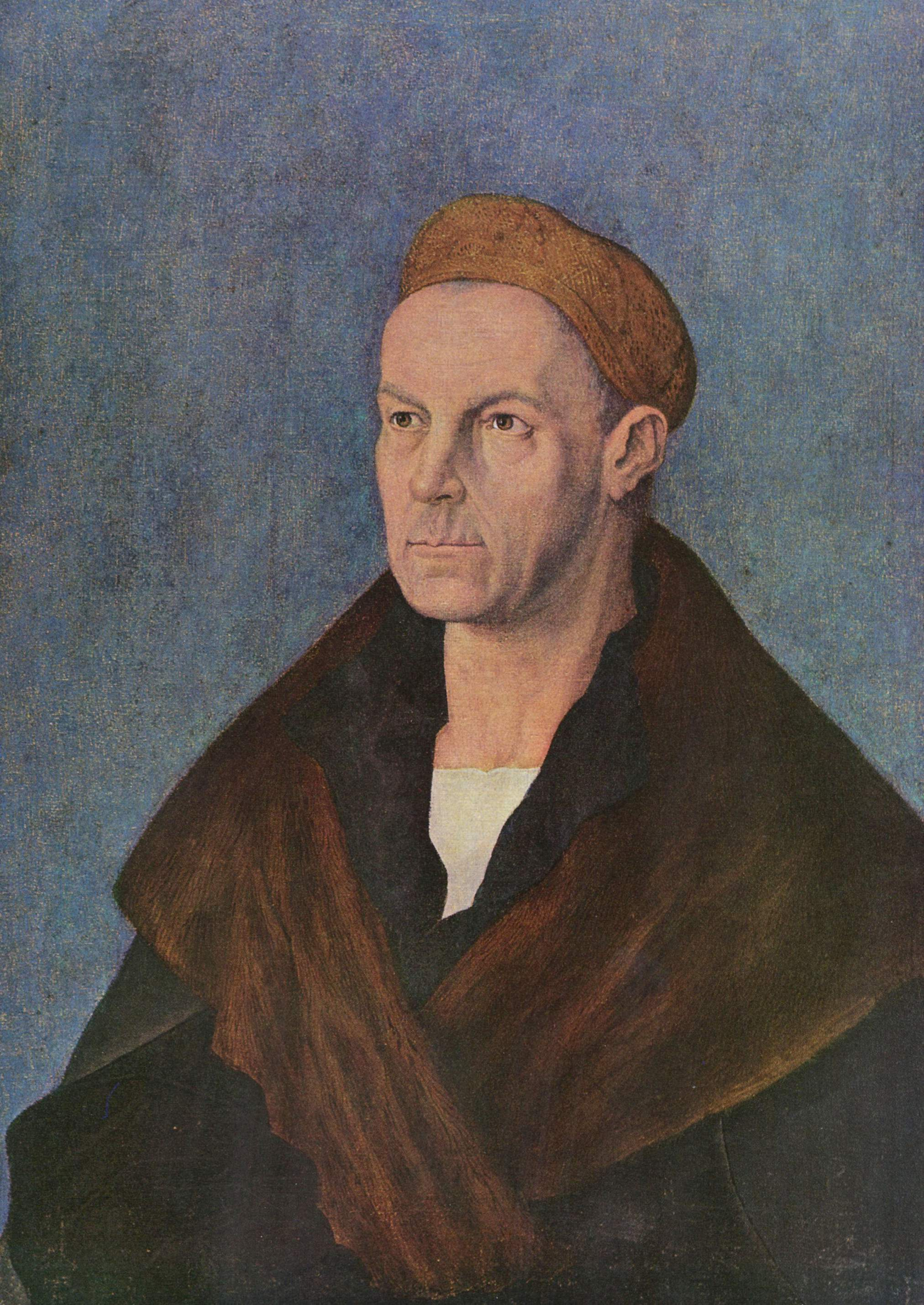
Jakob Fugger (1459–1525)

- Fugger, Jakob (1567–1626), Fürstbischof von Konstanz
- Fugger, Jakob der Ältere (1398–1469), Webermeister, Ratsherr und Kaufmann
- Fugger, Jakob III. (1542–1598), deutscher Kaufmann, Reichsgraf und Grundbesitzer aus der Fugger-Familie
- Fugger, Johann Christoph (1561–1612), letzter Vertreter der Fugger vom Reh
- Fugger, Johann Eusebius (1617–1672), Herr zu Kirchheim in Schwaben, kaiserlicher Kammerherr, Reichskammergerichtspräsident
- Fugger, Johann Jakob (1516–1575), deutscher Kaufmann, Bankier und bayrischer Kammerpräsident
- Fugger, Johann, der Ältere (1583–1633), Kaufmann und Grundbesitzer sowie Herr auf Schloss Babenhausen und Boos
- Fugger, Johannes (1591–1638), Herr von Kirchheim, Kaufmann, Geheimer Rat von Augsburg
- Fugger, Karl (1897–1966), deutscher Parteifunktionär (KPD), Gewerkschafter und Widerstandskämpfer gegen das NS-Regime
- Fugger, Lukas (* 1439), deutscher Unternehmer
- Fugger, Maria Magdalena (* 1566), Adelige aus dem Hause Fugger und Ehefrau von Nikolaus II. Pálffy
- Fugger, Markus (1529–1597), deutscher Kaufmann und Bankier
- Fugger, Octavianus Secundus (1549–1600), deutscher Handelsherr aus dem Familienzweig Fugger von der Lilie
- Fugger, Otto Heinrich (1592–1644), kurbayerischer Heerführer im Dreißigjährigen Krieg
- Fugger, Paul (1637–1701), Reichshofrat und kurbayerischer Obersthofmeister
- Fugger, Philipp Eduard (1546–1618), deutscher Handelsherr aus dem Familienzweig Fugger von der Lilie
- Fugger, Raymund (1489–1535), Reichsgraf und Kunstsammler
- Fugger, Sibylla († 1546), Ehefrau von Jakob FuggerSibylla Fugger († 1546)

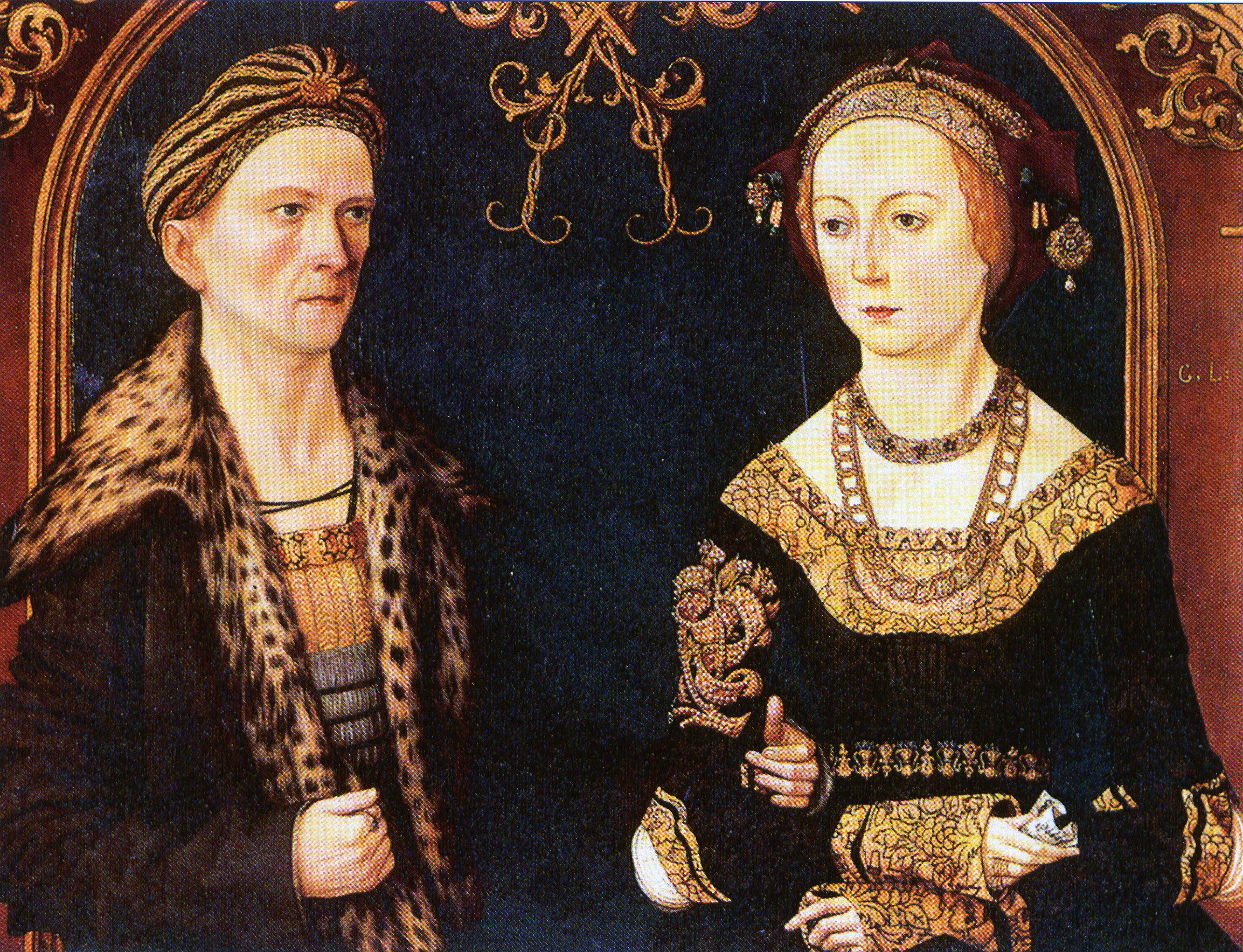
Sibylla Fugger († 1546)

- Fugger, Ulrich (1526–1584), Humanist
- Fugger, Ulrich der Ältere (1441–1510), Augsburger Kaufmann
- Fugger, Ulrich der Jüngere (1490–1525), Sohn Ulrich Fuggers
- Fugger-Glött, Anton Ignaz von (1711–1787), Bischof von Regensburg
- Fugger-Glött, Felix Adam Joseph von (1719–1770), Kölner Domherr
- Fugger-Glött, Hermann Joseph von (1833–1902), deutscher römisch-katholischer Theologe
- Fugger-Glött, Johann Karl Philipp von (1691–1748), Kanonikus des Stifts Ellwangen, Domherr in Köln
- Fugger-Glött, Joseph Wilhelm von (1683–1749), Domherr in Köln
- Fuggerer, Willi (1941–2015), deutscher Radrennfahrer
- Fuggiss, Carmen (* 1963), deutsche Opern- und Operettensängerin (Sopran)

### Fugh
- Fugh, Clement W. (* 1947), US-amerikanischer Geistlicher und Bischof der African Methodist Episcopal Church (AME)

### Fugi
- Fugit, Patrick (* 1982), US-amerikanischer SchauspielerPatrick Fugit (* 1982)

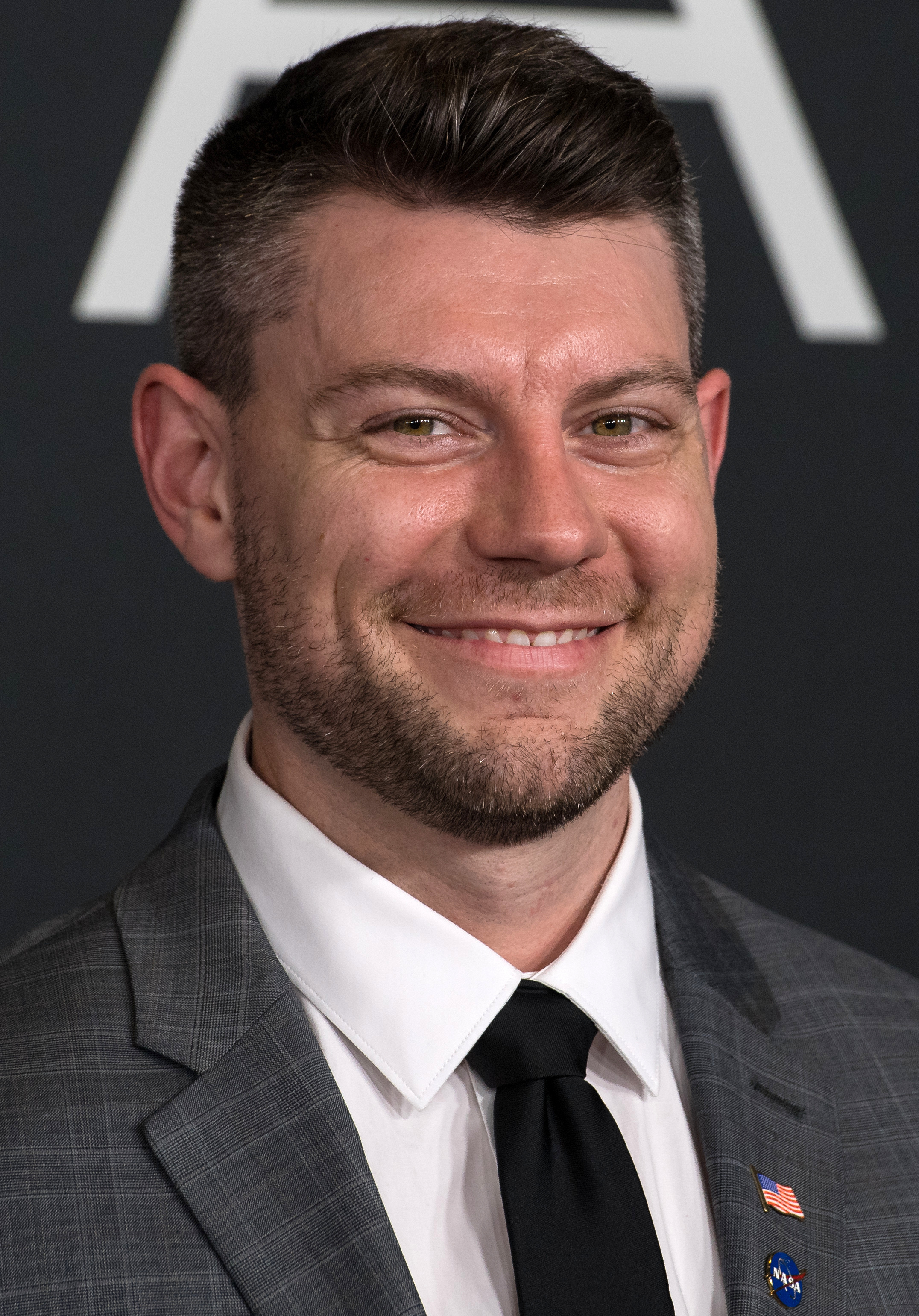
Patrick Fugit (* 1982)

### Fugl
- Fuglede, Bent (1925–2023), dänischer Mathematiker
- Füglein, Frank (* 1977), deutscher Jurist
- Fuglesang, Christer (* 1957), schwedischer Raumfahrer
- Fuglesang, Kåre (1921–2000), norwegischer Geiger und Musikpädagoge
- Fuglestad, Finn (* 1942), norwegischer Historiker
- Fuglevik, Tor (* 1950), norwegischer Journalist und Medienmanager
- Fuglewicz, Josef (1876–1972), österreichischer Montaningenieur
- Füglistaller, Lieni (* 1951), Schweizer Politiker (SVP)
- Füglister, Notker (1931–1996), römisch-katholischer Theologe und Alttestamentler
- Füglister, Steven (* 1986), philippinisch-schweizerischer Eishockeyspieler
- Fuglø, Edward (* 1965), färöischer Maler, Grafiker, Bühnenbildner und Briefmarkenkünstler
- Fuglsang, Christian (1857–1936), deutscher Braumeister und Unternehmer
- Fuglsang, Frederik (1887–1954), dänischer Kameramann
- Fuglsang, Fritz (1897–1961), deutsch-dänischer Kunsthistoriker und Museumsdirektor
- Fuglsang, Hans (1889–1917), dänischer Maler und Radierer
- Fuglsang, Jakob (* 1985), dänischer RadrennfahrerJakob Fuglsang (* 1985)

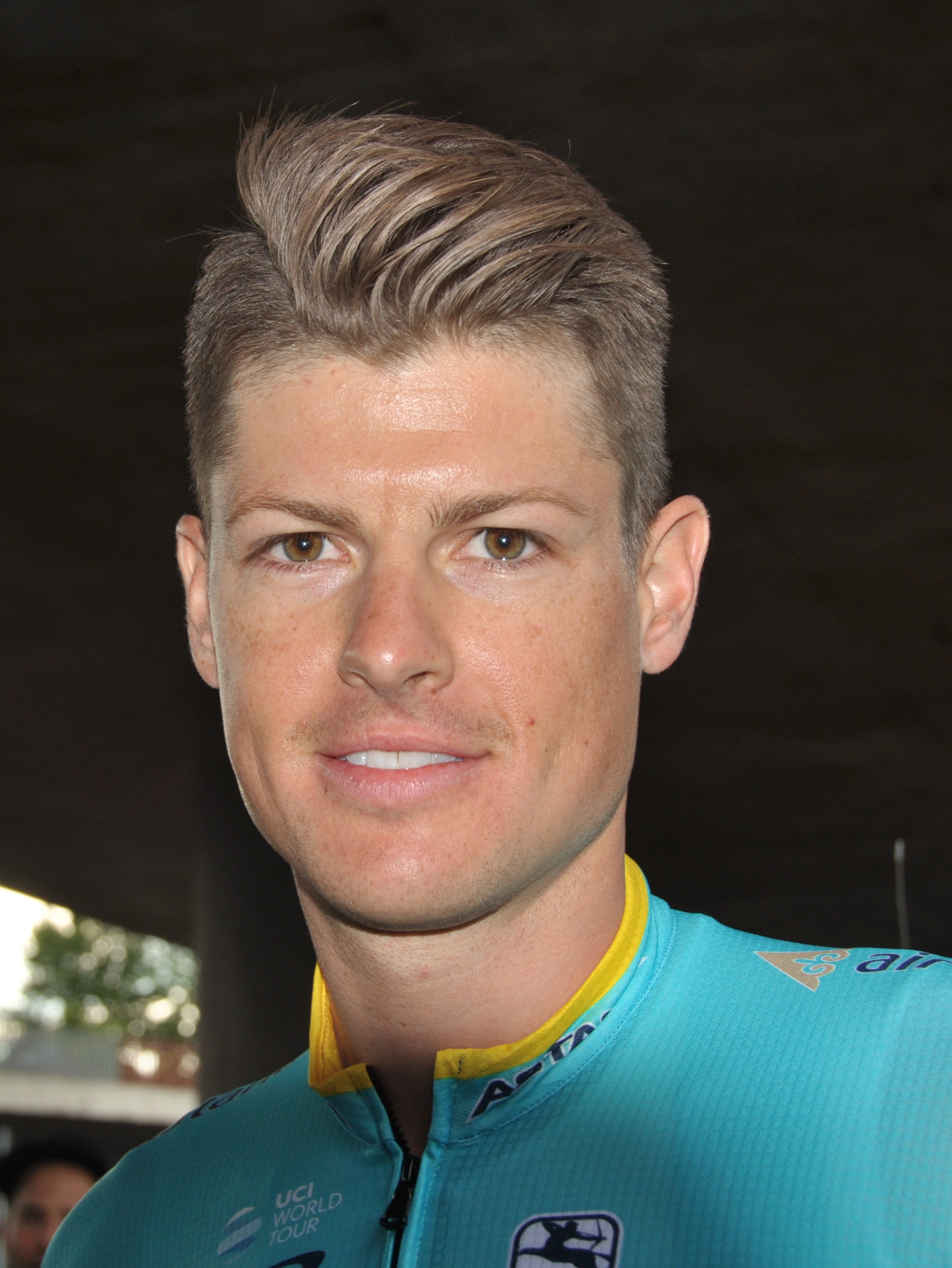
Jakob Fuglsang (* 1985)

- Fuglsang, Jette (1978–2009), dänische Radsportlerin
- Fuglsang, Niels (* 1985), dänischer Politiker (S), MdEP
- Fuglsang, Sophus (1854–1931), dänischer Malzfabrikant
- Fuglsang, Sören Christian (1815–1904), dänischer Landwirt und Brauereibesitzer
- Fuglsang-Visconti, Ilse (1895–1988), dänische Komponistin

### Fugm
- Fugmann, Brigitte (1948–1992), deutsche Malerin und Grafikerin
- Fugmann, Bruno (1883–1969), deutscher Manager in der Montanindustrie
- Fugmann, Carl (1885–1963), deutscher Architekt
- Fugmann, Joachim (* 1956), deutscher Altphilologe
- Fügmann, Thomas (* 1954), deutscher Politiker (CDU)
- Fugmann-Heesing, Annette (* 1955), deutsche Politikerin (SPD)

### Fugn
- Fügner, Horst (1923–2014), deutscher Motorradrennfahrer
- Fügner, Jindřich (1822–1865), tschechischer Kaufmann und Sportfunktionär
- Fügner, Jörg (* 1966), deutscher Fußballspieler

### Fugu
- Fuguet, Alberto (* 1964), chilenischer Schriftsteller und Filmregisseur
- Fugui, John Moffat (1961–2022), salomonischer Politiker